# Parque Nacional de Kaudulla

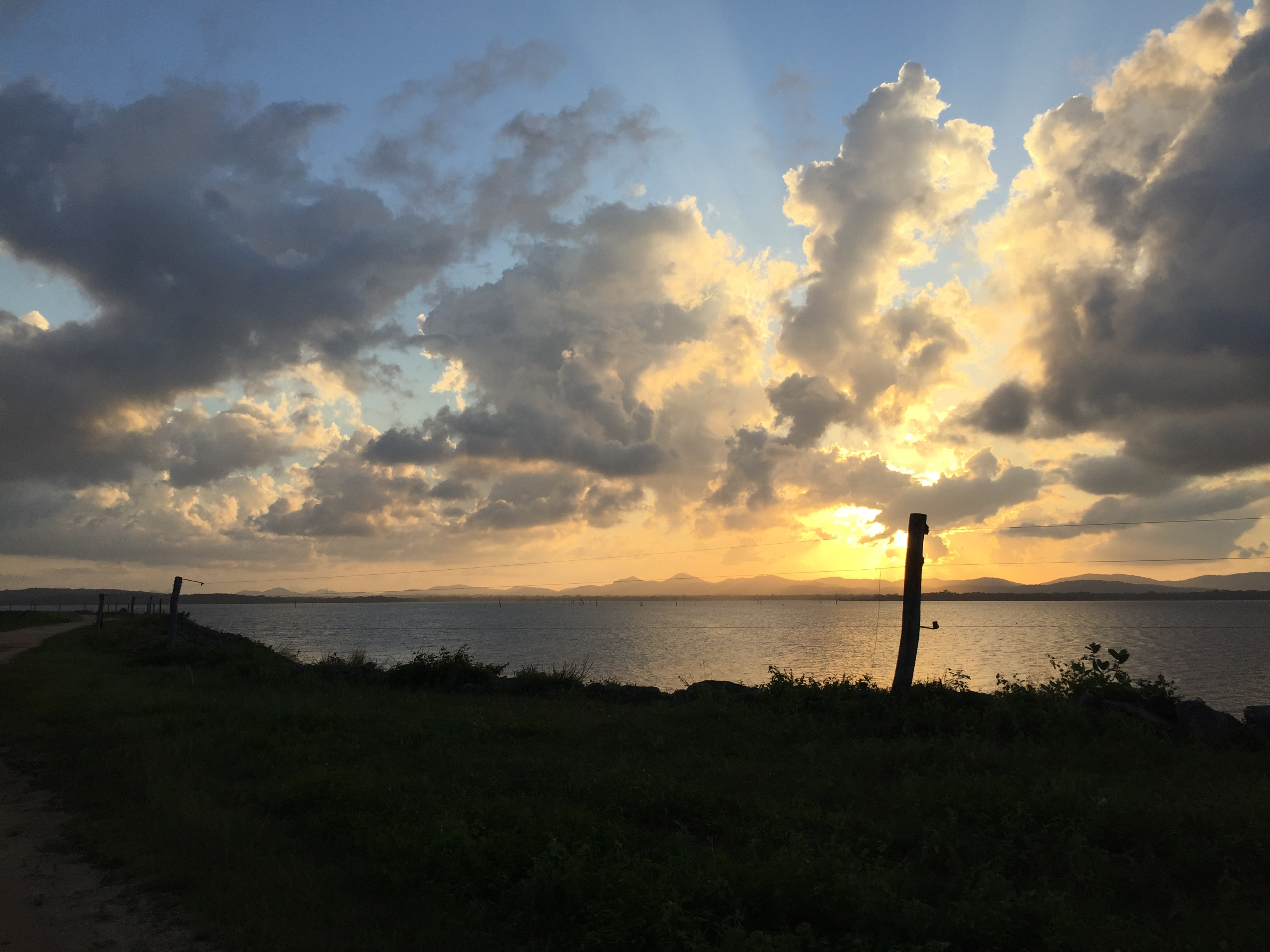
O lago Kaudulla ao pôr do sol

O Parque Nacional de Kaudulla é uma área protegida do Seri Lanca, situado na província do Centro-Norte, cerca de 40 km a norte da cidade de Polonnaruva e 230 km a nordeste de Colombo (distâncias por estrada). Foi classificado como parque nacional em 2002, tornando-se na 15.º área desse tipo do país.
Na estação de 2004–2005 foi visitado por mais de 10 000 pessoas. Juntamente com os parques de Minneriya e de Girithale, em 2005 a BirdLife International classificou o parque como uma "área importante para a preservação de aves" e recomendou a sua classificação como sítio Ramsar.
Historicamente, Kaudulla foi um dos 16 tanques de irrigação construídos pelo rei de Anuradapura Mahasena (r. 277–304). Após um período em que esteve abandonado, o tanque foi reconstruído em 1959 e passou a atrair e a suportar uma diversidade apreciável de vida vegetal e animal, incluindo alguns grandes mamíferos, como elefantes, peixes e répteis.

## Características
A região recebe anualmente, em média, entre 1 500 e 2 000 mm de precipitação, nomeadamente da monção do nordeste. A estação seca ocorre entre abril e outubro. A temperatura varia entre 20,6 e 34,5 °C. Muitas das espécies de plantas e erva crescem pricipalmente durante a estação das chuvas, o que faz com que a abundância de comida para os animais herbívoros seja maior nessa época, mas até durante a estação seca a comida é abundante, o que atrai um grande número de mamíferos ao parque.

### Flora
A vegetação do parque é representativa da ecorregião das florestas perenifólia secas do Seri Lanca. O tanque está rodeado de prados e plantações de chena (Amorphophallus paeoniifolius). No fitoplâncton do reservatório estão presentes várias  cianobactérias (algas verde-azuladas), nomeadamente Microcystis, além de diatomáceas do género Melosira. As espécies arboríferas predominantes são a Manilkara hexandra (rayan em cingalês), Chloroxylon swietenia (pau-cetim-do-ceilão) e Vitex altissima (milla em cingalês). Em algumas áreas são abundantes as espeécies de arbustos Catunaregam spinosa, Calotropis gigantea, caniço-branco (Imperata cylindrica) e capim-mombaça (Megathyrsus maximus).

### Fauna
As espécies zoológicas incluem 24 espécies de mamíferos, 25 espécies de répteis, 26 espécies de peixes e 160 espécies de aves.
Na estação das secas, muitos elefantes-do-ceilão mudam-se para o Parque Nacional de Minneriya para se alimentarem e terem água. Aproximadamente no mês de setembro esses animais mudam-se para Kaudulla em busca de mais água e alimento. Apesar dos crescentes conflitos entre humanos e elefantes, o número destes animais aumentou na década de 2000, tendo sido contados 211 indivíduos em Kaudulla em 2008.
Entre outros mamíferos relevantes no parque encontram-se os veados sambar-do-Ceilão (Rusa unicolor unicolor) e o chital (Axis axis ceylonensis), trágulos do género Moschiola, javali, leopardo-do-ceilão (Panthera pardus kotiya) e urso-beiçudo (Melursus ursinus). O parque é um dos únicos locais onde se encontra o lóris-delgado-cinzento (Loris lydekkerianus). Com a descoberta em 2007 duma cria albina de sambar-do-Ceilão com dois meses de idade abandonada pela mãe, supõe-se que provavelmente Kaudulla é o único parque nacional cingalês que tem um espécime albino daquela espécie.
Há grandes aves aquáticas que visitam regularmente o reservatório de Kaudulla, como o pelicano-oriental (Pelecanus philippensis) e o Leptoptilos javanicus. As espécies de peixes incluem a tilápia-de-moçambique (Oreochromis mossambicus). Entre os anfíbios incluem-se a Fejervarya pulla e entre as tartarugas a Lissemys punctata e a Melanochelys trijuga.

## Conservação
Na década de 2010 foi reportado que a dispersão de espécies invasoras e introduzidas, como o cambará (Lantana camara) estava a pôr em risco a vida selvagem do parque. O corredor ecológico Kaudulla-Minneriya, que liga Kaudulla ao Parque Nacional de Minneriya, foi declarado reserva natural em 2004.